# 수산화물
수산화물(水酸化物, 영어: hydroxide)은 산소 하나에 수소 하나가 결합된 형태의 수소 산화물이다. 물에 녹아 염기성 용액이 된다. 또한 수산화 이온의 농도는 용액의 염기성이 얼마나 센지 알아볼 수 있는 척도가 된다. 
수산화 마그네슘의 경우 물과 만나면 '마그네시아의 우유'라고도 불리는 흰색 액체가 된다.

## 같이 보기
- 하이드록실기
- 과산화물